# روچلا ایونیکا
روچلا ایونیکا (به ایتالیایی: Roccella Ionica) یک کومونه در ایتالیا است که در استان رجو کالابریا واقع شده‌است. روچلا ایونیکا ۳۷ کیلومتر مربع مساحت و ۶٬۷۶۸ نفر جمعیت دارد و ۱۶ متر بالاتر از سطح دریا واقع شده‌است.

## خواهرخوانده
شهر آرکو، ترنتینو خواهرخواندهٔ روچلا ایونیکا هست.